# FM BIRD
株式会社FM BIRD（エフエムバード）は、東京都新宿区四谷に本社を置く芸能プロダクション・放送番組制作・カルチャースクール経営を行う会社。

## 概要
FMラジオ番組のディスクジョッキー、TVキャスター、YouTuberなどが所属。90年代初頭からバイリンガルおよび多言語ナレーター専門芸能事務所のパイオニアとして創業開始。秀島史香、レイチェル・チャン、綿谷エリナなど、同社出身・所属するDJらは帰国子女や海外から日本への移住者など、多言語な環境で育った者が多く、国際イベントや式典、CMやテレビ番組ナレーション、通訳・翻訳などで活躍している。また、食文化、美容、健康、執筆など、多分野に長けた知性派・個性派タレントが多い。FM BIRDのウェブサイトでは、多言語ナレーションのサービスや、市場のVUI(ヴォイスユーザーインターフェイス）に活用されている声の一部を聞くことができる。
同社は、新人オーディションの開催、実際のスタジオを使用したDJセミナーの開催など、日本のラジオ文化の発展とディスクジョッキーの育成に注力している。FM BIRDアカデミーでは、一般者向け「ラジオDJセミナー」を24年以上開講、日本唯一無二の「英語ナレーター・DJコース」もある。ここでは英語のみを使った授業が行われ、現役DJカマサミ・コングによる直接の指導を受講でき、海外でのラジオDJのスタイルを学ぶことができる。
制作部では、FMラジオ番組を中心に様々な音声メディア、映像メディアの企画・制作などを手掛ける。
また、90年代から行っている翻訳・通訳・多言語アナウンス・多言語司会業務に加え、2000年代はVUIの研究機関やNPO、商企業と共に、家電やiアプリなどへの商業用実装検証や、実験的アプリ制作に参画している。2019年からはインバウンド対策を行う企業に向け、多言語セールスコンサルティングを開始し、多言語館内アナウンスや多言語アプリサービスなどにおける業務をおこなっている。
代表取締役社長の長倉シュタッフ牧子が、会社創立にいたる体験を綴った著書「好きを仕事にする！ 自分らしく輝く条件」（ゴマブックス出版）が発売され、電子書籍化もされている。

## 所属DJ
- いちのへ友里
- 金子奈緒
- 川崎りえ
- 黒江美咲
- 小林千鶴
- 酒井エレナ
- 藤原恵子
- 原口奈菜
- 秀島史香
- レイチェル・チャン
- 綿谷エリナ
- 蒼山慶大
- 五十嵐ハリー泰宏
- 加藤あきら
- 坪達也
- 谷中修吾
- 渡邉康太郎

## 主な制作番組・制作協力番組
- ラジオ番組
  - ENGLISH LIKE ABC（JFN） - 菊地浬
  - PEOPLE武将茶館（JFN） - レイチェル・チャン
  - DAY BREAK（JFN）
  - The Burn（横浜エフエム放送） - 井手大介
  - AIR CRUISE（横浜エフエム放送）
  - ”K”ountdown Buzz（ラヂオつくば） - 直海ユキ
  - Sailing Tawords The Sunrise（横浜エフエム放送）
  - Sunrise Ahead（横浜エフエム放送） - 鈴木曜
  - TOKYOITE（エフエム東京） - 柴田あずさ
  - ONE FOR ALL（J-WAVE） - 坂本美雨
  - SUNDAY MORNING DELIGHT（J-WAVE） - Sascha
  - SUNDAY GOES AROUND（J-WAVE）
  - WAKE UP TOKYO (J-WAVE)
  - House Sweet Heart Selection（横浜エフエム放送） - 椎名恵
  - シエスタ！Bim Bam Bum！（横浜エフエム放送）
  - サタデービーチ天国（横浜エフエム放送） - 栗原治久
  - スカスカ・パラパラ・アワー・ゴールド（横浜エフエム放送） - 東京スカパラダイスオーケストラ（川上毅、谷中敦）
  - Weekend Special (JFN) - 小比類巻かほる、早瀬まき他
  - Diamond Rock (横浜エフエム放送） - 中山加奈子（プリンセス・プリンセス）
  - Weekend Studio (FM富士）
  - Music On (FMヨコハマ、ハマラジ） - 石井マサユキ（Chang）
  - TAKRAM RADIO (J-WAVE)[3] - 渡邉康太郎
- ラジオCM
  - 日本アロマ環境協会
  - 青山ブックセンター  他多数
- テレビ番組
  - アクトオン新車情報（アクトオンTV◆大人の趣味とライフスタイル）
  - 海を渡ったメロディ  (TBS) 出演: CHEMISTRY 他TBS）; 2000年、日本文化統制時代中、日韓同時サッカーＷ杯楽曲におけるドキュメンタリー 他多数

- 音声コンテンツ
  - 「窓際のトットちゃん」声：黒柳徹子 (講談社・iTunes Stores 他)
  - 「姑獲鳥の夏」原作：京極夏彦、声：立川談春（講談社 iTunes Stores 他)
  - 「もったいないばあさん」原作：真珠まり子（講談社 iTunes Stores 他)
  - 「Mottainai Grandma」原作：真珠まり子（講談社 iTunes Stores 他)
  - 韓国語ジャーナル付録CD（アルク）
  - はじめてのロシア語（ポッドキャスト）声：いちのへ友里（iTunes Stores他
  - 簡単!無敵!仕事に使える英会話（Apple Book iTunes Store)
  - 坊主の説教（ポッドキャスト）（iTunes Stores他)
- WEB動画　国内外企業リッチコンテンツ　多数
- 国内外企業記念式典、新製品発表会、国際会議、イベント企画・制作・司会・台本翻訳・製品説明書翻訳・通訳・アテンド　他　多数